# Élections européennes de 1999 en Grèce
Les élections européennes se sont déroulées le dimanche 13 juin 1999 en Grèce pour désigner les 25 députés européens au Parlement européen, pour la législature 1999-2004.

## Résultats
| Parti | Parti                                                         | Vote      | Vote  | Vote  | Siège | Siège | Siège |
| Parti | Parti                                                         | Nombre    | %     | Diff. | Nom.  | Diff. |       |
| ----- | ------------------------------------------------------------- | --------- | ----- | ----- | ----- | ----- | ----- |
|       | Nouvelle Démocratie (ND)                                      | 2 314 371 | 36,00 | +3,34 | 9     | =     |       |
|       | Mouvement socialiste panhellénique (PASOK)                    | 2 115 844 | 32,91 | -4,73 | 9     | -1    |       |
|       | Parti communiste de Grèce (KKE)                               | 557 365   | 8,67  | +2,38 | 3     | +1    |       |
|       | Mouvement démocratique social (en) (DIKKI)                    | 440 191   | 6,85  | +6,85 | 2     | +2    |       |
|       | Coalition de la gauche, des mouvements et de l'écologie (SYN) | 331 928   | 5,16  | -1,09 | 2     | =     |       |
|       | Printemps politique (PA)                                      | 146 512   | 2,28  | -6,37 | 0     | -2    |       |
|       | Autres                                                        | 522 485   | 8,13  |       | 0     | =     |       |
|       | Total                                                         | 6 428 696 | 100   |       | 25    | =     |       |
|       | Votes nuls                                                    | 283 988   |       |       |       |       |       |
|       | Total                                                         | 6 712 684 |       |       |       |       |       |